# Latrodectus revivensis
Latrodectus revivensis là một loài nhện trong họ Theridiidae.
Loài này thuộc chi Latrodectus. Latrodectus revivensis được miêu tả năm 1948 bởi Shulov.